# Aukje van Ginneken
Aukje Sabine van Ginneken (Nieuwegein, 25 februari 1982) is een Nederlands actrice, zangeres en schrijfster. Ze is de zus van Idols-deelneemster Marieke van Ginneken.

## Levensloop
Naast haar middelbareschoolopleiding volgde van Ginneken op jonge leeftijd diverse zang-, dans- en acteerlessen op een theaterschool. Omdat ze verder wilde ontwikkelen in het acteren ging ze in 1997 naar de speciale musicalklas van de muziekschool in Breda. In februari 1999 stond ze in de finale van het programma Monte Carlo Soaptalent. Hierdoor kreeg de actrice de rol van Charlie Fischer in de Nederlandse soapserie Goede tijden, slechte tijden, waarmee ze bij het grote publiek bekendheid verwierf. Tot 2003 vertolkte ze de rol van Charlie, die daarna werd vertolkt door Lieke van Lexmond. In december 2003 poseerde ze naakt in het erotisch getinte tijdschrift Playboy en in datzelfde jaar had ze als enige Nederlandse een plek ingenomen in de Nederlandse top 10 van meest gezochte termen op Google die was gebaseerd op meer dan 55 miljard zoekopdrachten. Een tijd later heeft ze nog samen met haar oudere zus Marieke van Ginneken schaars gekleed in FHM Magazine gestaan. En in 2005 nam ze een single op met haar zus, "Be where you wanna be" genaamd. De single was goed voor een 23ste plek in de Nederlandse verkooplijst.
Aukje van Ginneken is ambassadrice van Villa Pardoes. Verder is ze nog druk bezig met haar werkzaamheden op entertainmentbureau Hayz en met inspreekwerk van tekenfilms. Van Ginneken deed mee in het programma Dancing with the Stars. Ze danste samen met Remco Bastiaansen, maar moest op 22 april 2007 het programma verlaten. In 2009 werkte Van Ginneken mee aan de film Birth of a Song, hierin vertolkte ze een hoofdrol. In 2013 was ze deelnemer aan De Pelgrimscode.
Van Ginneken speelde in 2013 een rol in de short film ESC van Sjoerd de Bont en ontving hiervoor een nominatie voor Beste Actrice. De film is in 2014 te zien in Amerika. In 2013 is ze ook presentatrice geworden van het SBS6-programma Feiten en Fabels.

### Muziek
In het kader van de 2000ste aflevering van de GTST-serie maakte zij samen met Johnny de Mol (Sylvester), Chanella Hodge (Terra) en Winston Post (Benjamin) onder de naam "Good Times" een plaat en traden ze samen op. Vanaf 2005 stond ze samen met zus Marieke op de bühne om hun single "Be where you wanna be" te promoten.

### Theater
In 2010 sloeg Van Ginneken een andere weg in. Ze ging spelen in een toneelstuk over borstkanker en chemotherapie, Ontboezemingen. De repetities startten in augustus 2010 en de première was gepland in oktober van datzelfde jaar. Verder waren Van Ginneken en haar zus bezig met het schrijven van een kindermusical voor de leeftijdscategorie van 2 tot 6 jaar.

### Privéleven
Van Ginneken is sinds 14 juli 2012 getrouwd en heeft een zoon en twee dochters met haar echtgenoot. In december 2006 beviel ze van haar zoon. Enkele maanden later (maart 2007) verscheen er een boek van haar hand, getiteld Baby, waarin ze haar zwangerschap en bevalling beschreef.

## Singles
| Single met eventuele hitnotering(en) in de Nederlandse Top 40 | Datum van verschijnen | Datum van binnenkomst | Hoogste positie | Aantal weken | Opmerkingen                                                |
| ------------------------------------------------------------- | --------------------- | --------------------- | --------------- | ------------ | ---------------------------------------------------------- |
| Ongelofelijk                                                  | 2001                  | 03-02-2001            | 35              | 2            | als onderdeel van Good Times / Nr. 26 in de Single Top 100 |
| Be where you wanna be                                         | 02-09-2005            | -                     |                 |              | als Aukje / met Marieke / Nr. 23 in de Single Top 100      |

## Filmografie
Theater
- 2004 - Kunt u mij de weg naar Hamelen vertellen mijnheer? (Reprise)
- 2008 - Het cadeau voor Sinterklaas als Zichzelf